# 34丁目-ペン・ステーション駅 (IND8番街線)
34丁目-ペン・ステーション駅（34ちょうめ-ペン・ステーションえき、英: 34th Street–Penn Station）はニューヨーク市地下鉄IND8番街線の急行停車駅で、マンハッタンの34丁目-8番街にある。A系統とE系統が終日、C系統が深夜を除く終日停車する。
アメリカ合衆国で最も繁忙な駅として知られるペンシルベニア駅のそばにあり、アムトラック、 ニュージャージー・トランジットおよびロングアイランド鉄道に乗り換えることができる。

## 駅構造
| G                            | 地上階 | 出入口 （34丁目-8番街の南東角に・のアップタウン方面プラットホーム階へのエレベーターがある。・のダウンタウン方面およびのプラットホームに向かうメザニンにはさらにエレベータで降りる。） |
| P プラットホーム階           | | |
| 相対式ホーム、右側ドアが開く | | |
| 北行緩行線                   | ← 深夜のみ：207丁目駅行き（42丁目-ポート・オーソリティ・バスターミナル駅） ← 168丁目駅行き（42丁目-ポート・オーソリティ・バスターミナル駅） ← ジャマイカ・センター駅行き（42丁目-ポート・オーソリティ・バスターミナル駅） | |
| 北行急行線                   | ← 207丁目駅行き（42丁目-ポート・オーソリティ・バスターミナル駅） | |
| 島式ホーム、左側ドアが開く   | | |
| 南行急行線                   | → ファー・ロッカウェイ駅行き（14丁目駅）→ 深夜以外：レファーツ・ブールバード駅行き（14丁目駅）→ ラッシュ時のみ：ロッカウェイ・パーク駅行き（14丁目駅）→                                                                   | |
| 南行緩行線                   | → 深夜のみ：ファー・ロッカウェイ駅行き（23丁目駅）→ ユークリッド・アベニュー駅行き（23丁目駅）→ ワールド・トレード・センター駅行き（23丁目駅）→                                                                           | |
| 相対式ホーム、右側ドアが開く | | |
| M                            | - | ホーム間連絡通路 |

34丁目-ペン・ステーション駅は1932年9月10日に独立地下鉄網 (IND) で最初の開通路線の駅として開業した（この路線が現在チェンバース・ストリート駅からインウッド-207丁目駅まで延びるIND8番街線である）。
各駅停車用の相対式ホーム2面と急行用の島式ホーム1面を持つ3面4線の構造で、同様の構造の駅はニューヨーク市地下鉄では他にIRTイースタン・パークウェイ線のアトランティック・アベニュー-バークレイズ・センター駅 とIRTブロードウェイ-7番街線の34丁目-ペン・ステーション駅しかない。
駅の南には、2本の急行線の間に車止めが設けられた引上線があり、両端（南側は25丁目付近、北側は33丁目付近）でどちらの急行線にも渡れるようになっている。これにより、車両の留置や車両故障時に逆方向の線路を使った回送を行うことができる。また、当駅を終端駅として運用することもできる。

### 出入口
- 33丁目には階段4本とペンシルベニア駅への連絡通路がある[4]。
- 34丁目には階段4本とエレベーターが1基ある[4]。
- 35丁目には階段4本がある[4]。

## ギャラリー

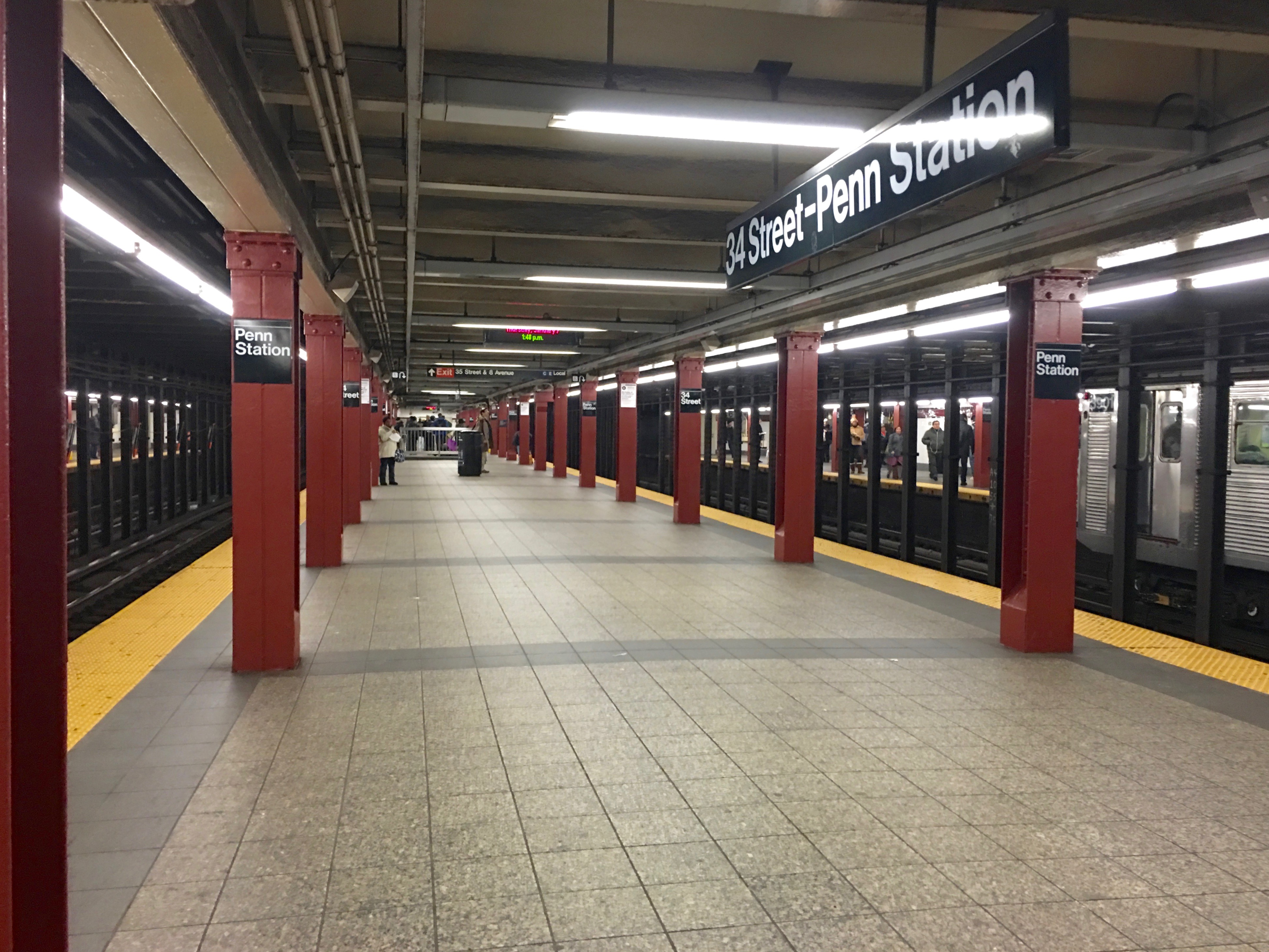
急行線ホーム
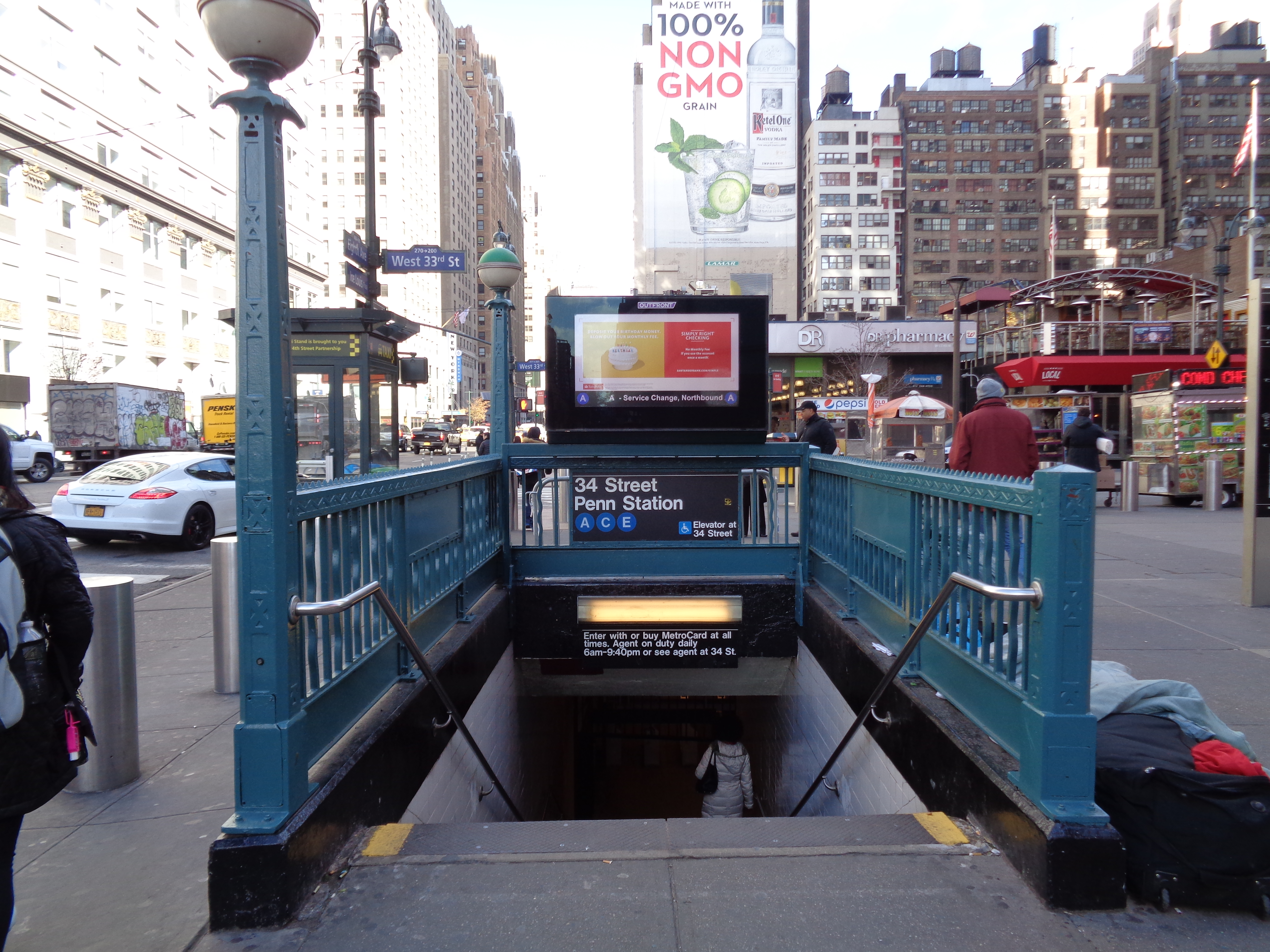
入口